# Riera de Clariana

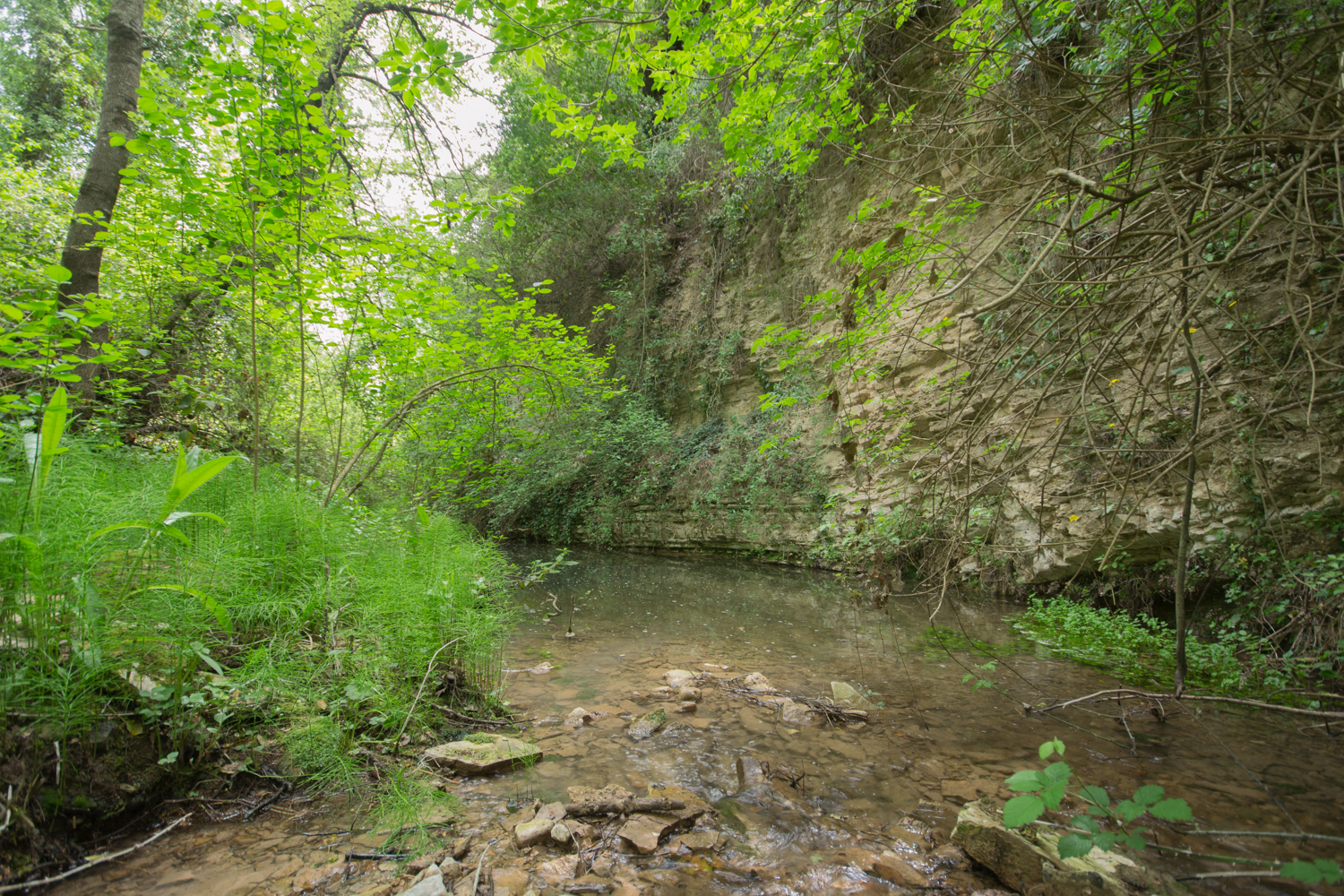
Riera de Clariana

La Riera de Clariana es un afluente del río Noyapor la  margen derecha .
Se forma a unos 770 m de altitud, junto a la carretera, en el término municipal de Santa Coloma de Queralt (Cuenca de Barberá) y cerca del núcleo de Aguiló perteneciente a la provincia de Tarragona (Cataluña). Se dirige hacia el noreste, pasa al este del núcleo de las Rocas y entra en el Noya; pasa al este del núcleo de Contrast y cambia su dirección hacia el este. Tras recibir varios tributarios, pasa al sur del pequeño núcleo de Clariana junto Argensola, donde atraviesa la carretera BV-2212 y el sendero GR-7. Finalmente, desemboca en el Noya al sur de Jorba (provincia de Barcelona) a unos 350 m de altitud.